# آرامستان ارامنه لیواسگان
گورستان ارامنه لیواسگان مربوط به ۱۸۸۳–۱۸۵۳ میلادی است و در شهرستان بروجن، شهر گندمان، ۵۰۰ متری جنوب غرب روستای لیواسگان واقع شده و این اثر در تاریخ ۲۵ خرداد ۱۳۸۱ با شمارهٔ ثبت ۵۸۸۰ به‌عنوان یکی از آثار ملی ایران به ثبت رسیده‌است.